# 黔金足草
黔金足草（学名：Strobilanthes equitans）是爵床科紫云菜属的植物，为中国的特有植物。分布于中国大陆的贵州等地，目前尚未由人工引种栽培。